# Pluteo (zoologia)

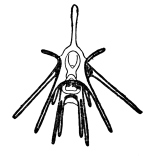
Pluteo di riccio di mare

Pluteo (lat. scient. pluteus) è la larva planctonica degli echinoidi (echinopluteo) e degli ofiuroidi (ofiopluteo).
Nel riccio di mare appena nato il pluteo si presenta sotto forma di una piccola larva gelatinosa di pochi millimetri, a simmetria bilaterale, dal cui corpo si dipartono da 4 a 6 braccia. Questa pochi giorni dopo la fecondazione, si presenta a forma di una piccola torre Eiffel asimmetrica. La Larva riesce a muoversi nell'acqua ruotando su se stessa grazie ai battiti della corona ciliare circumolare. Questo stadio dura dalle 4 alle 6 settimane, durante le quali il pluteo viene trasportato dalle correnti marine. Il riccio adulto si sviluppa dal pluteo come una gemma laterale.

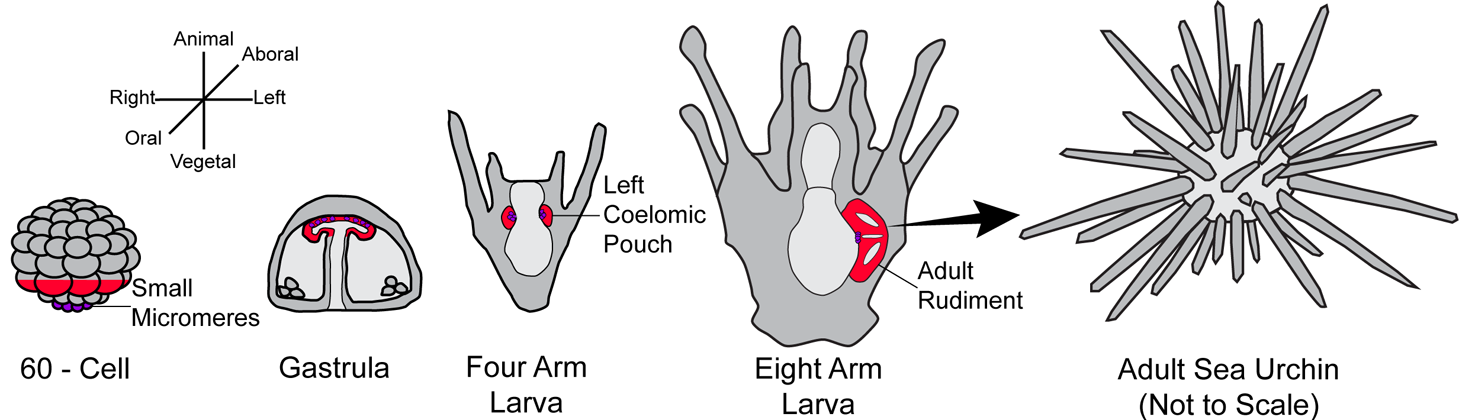
Sviluppo del riccio di mare